# 宣漢県
宣漢県（せんかん-けん）は中華人民共和国四川省達州市に位置する県。

## 地理
渠江の上流河である州河が流れており、前河は州河に合流する。

## 行政区画
- 街道:東郷街道、蒲江街道
- 鎮:君塘鎮、清渓鎮、普光鎮、天生鎮、柏樹鎮、芭蕉鎮、南壩鎮、五宝鎮、峰城鎮、土黄鎮、華景鎮、樊噲鎮、新華鎮、黄金鎮、胡家鎮、毛壩鎮、大成鎮、下八鎮、塔河鎮、茶河鎮、廠渓鎮、紅峰鎮、桃花鎮、馬渡関鎮、廟安鎮、上峡鎮、南坪鎮
- 郷:老君郷、黄石郷、白馬郷、石鉄郷
- 民族郷:三墩トゥチャ族郷、漆樹トゥチャ族郷、竜泉トゥチャ族郷、渡口トゥチャ族郷

## 交通
鉄道
- 中国鉄路総公司
  - 中国鉄路成都局集団公司
    - 襄渝線（宣漢駅（中国語版））

道路
高速道路
- 包茂高速道路（達陝高速道路（中国語版）兼ねる）

国道
- G210国道

省道
- 201省道

県道
- 029号県道

## 健康・医療・衛生
- 宣漢県人民医院
- 宣漢県第二人民医院
- 宣漢県衛生防疫站